# 花点草
花点草（学名：Nanocnide japonica），为荨麻科花点草属下的一个植物种。